# ひえ島町
ひえ島町（ひえじまちょう）は、大阪府門真市にある地名。丁番を持たない単独町名である。

## 地理
門真市の南部に位置し、東に三ツ島、北に桑才町、西と南に大阪市鶴見区と接している。

### 河川
- 古川

## 歴史
- 2019年(令和元年)11月16日 - 住居表示に伴い、大字薭島の一部を分離しひえ島町を設置[4]。

## 世帯数と人口
2020年（令和2年）5月1日現在（門真市発表）の世帯数と人口は以下の通りである。
| 町丁     | 世帯数  | 人口  |
| -------- | ------- | ----- |
| ひえ島町 | 417世帯 | 930人 |

## 学区
市立小・中学校に通う場合、学区は以下の通りとなる（2018年12月時点）。
| 番・番地等 | 小学校             | 中学校             |
| ---------- | ------------------ | ------------------ |
| 全域       | 門真市立二島小学校 | 門真市立第七中学校 |

## 交通
- 大阪府道15号八尾茨木線

## 施設
- 堤根神社

## その他

### 日本郵便
- 郵便番号 : 571-0037[2]（集配局：門真郵便局[6]）。